# Loi Geary

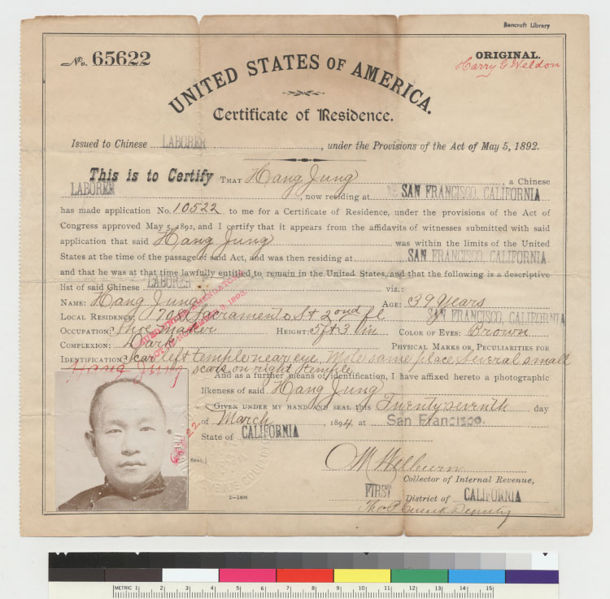
Certificat de résidence délivré en 1894 à un résident chinois de San Francisco.

La loi Geary (Geary Act) était une loi américaine entrée en vigueur en 1892 et rédigée par le député de Californie à la Chambre des représentants Thomas J. Geary. Elle renouvelait la loi d'exclusion des Chinois de 1882 en y ajoutant des provisions supplémentaires.
La loi exigeait que tous les résidents chinois des États-Unis devaient porter sur eux à tout moment un permis de séjour, sorte de passeport domestique, baptisé « certificat de résidence ». En cas de violation, le coupable pourrait se voir déporté ou condamné à un an de travaux forcés. Les Chinois n'avaient de plus pas le droit de témoigner en cours de justice, et ne pouvaient être libérés sous caution selon les règles de l'habeas corpus.
La loi Geary fut attaquée en justice mais fut maintenue par la Cour suprême des États-Unis par une opinion majoritaire écrite par le juge Horace Gray à la suite du procès Fong Yue Ting v. United States, où seul le juge David Josiah Brewer exprima une opinion minoritaire.
Elle fut renouvelée en 1902, cette fois-ci sans date d'expiration, avant d'être abrogée avec le vote de la loi Magnuson en 1943.